# Regent Airways
Regent Airways (em bengali:  রিজেন্ট এয়ারওয়েজ) é uma companhia aérea bangladesa com sede em Daca. Sua base principal é o Aeroporto Internacional Hazrat Shahjalal.

## História

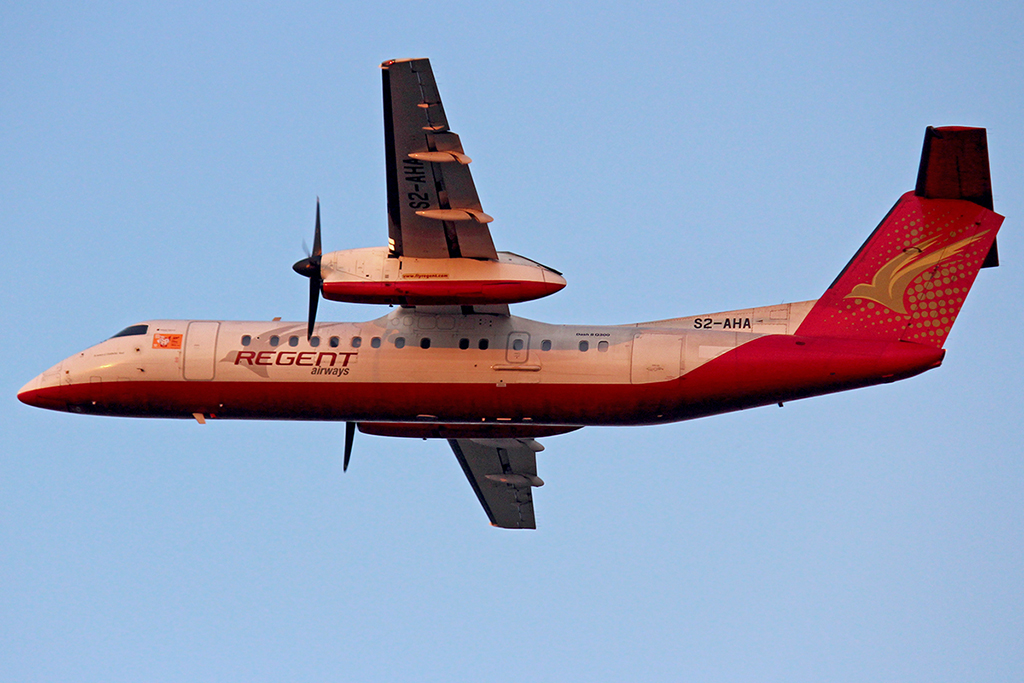
Um Dash 8 da Regent Airways

A Regent Airways foi fundada em 2010 e suas operações começaram em 10 de novembro de 2010. Está sediada na Torre Siaam em Utara, Daca. A empresa lnçou voos internacionais em julho de 2013. para Kuala Lumpur em julho, Banguecoque em outubro, voos de Daca-Calcutá em novembro e Cingapura em dezembro. A transportadora lançou voos para Banguecoque diretamente de Chatigão em 27 de abril de 2014.

## Frota

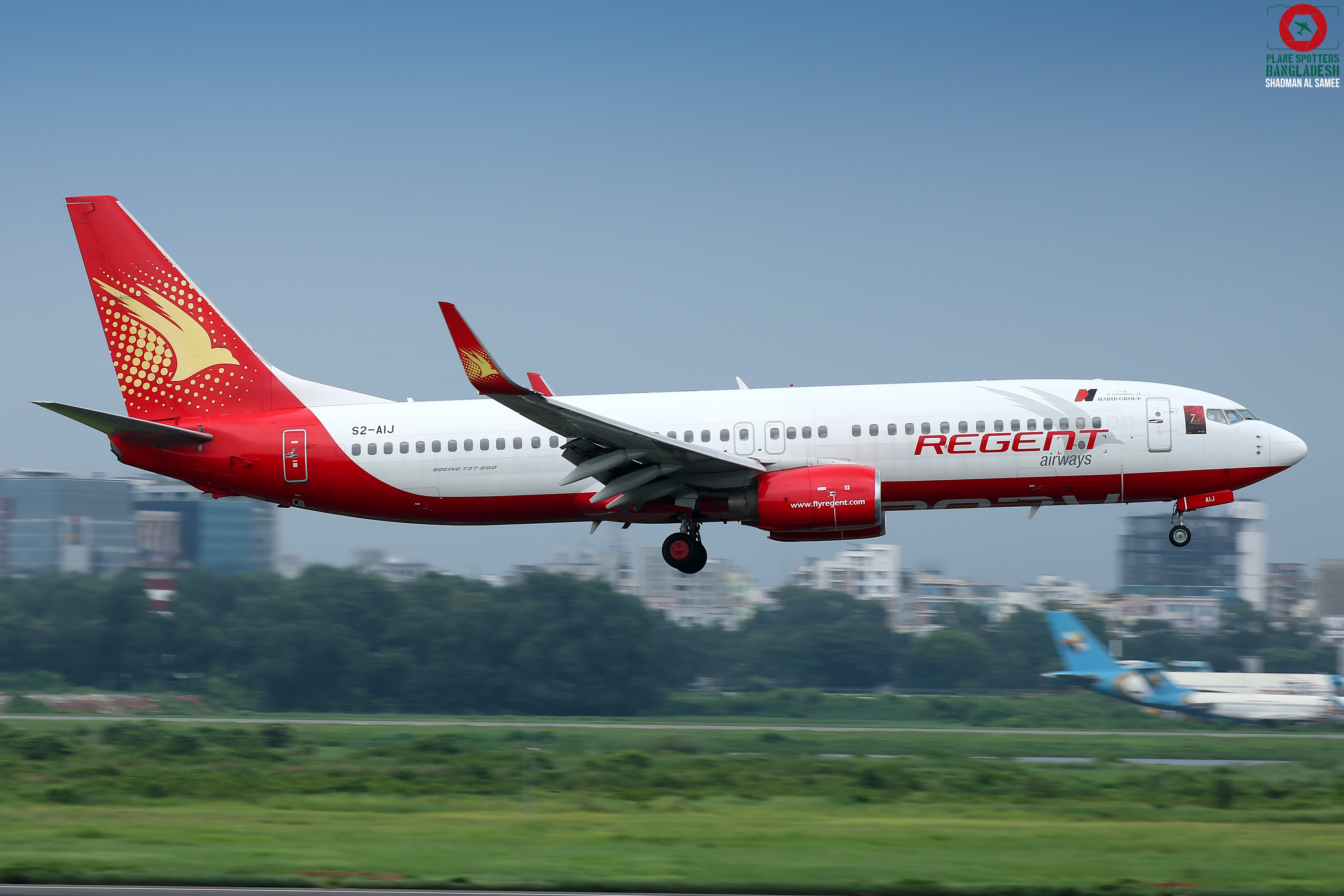
Um Boeing 737-800 da Regent Airways

A frota da Regent Airways consiste nas seguintes aeronaves (Dezembro de 2019):
| Aeronaves      | Em Serviço | Ordens | Passageiros | Notas |
| -------------- | ---------- | ------ | ----------- | ----- |
| Boeing 737-800 | 2          | –      | 162-164     |       |
| Total          | 2          | 0      |             |       |